# Droga wojewódzka 142
Die Droga wojewódzka 142 (DW 142) ist eine Woiwodschaftsstraße in Polen, die zwei Dörfer Rzęśnica (Hornskrug, an der ehemaligen Bäderstraße) und Lisowo (Voßberg) verbindet. Die Gesamtlänge beträgt 41 Kilometer. 
Die Straße führt durch die Woiwodschaft Westpommern und deren zwei Kreise: Goleniów und Stargard.
Die DW 142 verläuft in ihrer gesamten Länge auf der Trasse der bis hierher realisierten Reichsautobahn Berlin–Königsberg. Der Autobahnausbau wurde 1941 eingestellt. Nach 1945 hat man eine Auffahrt bei Lisowo (Voßberg) angelegt.

## Streckenverlauf
Woiwodschaft Westpommern
- Powiat Goleniowski (Kreis Goleniów):
  - Rzęśnica (Hornskrug) (→ A 6 (ehemalige Reichsautobahn Berlin–Königsberg, heute auch Europastraße 28): → Stettin – Berlin, S 3 (heute auch Europastraße 65): → Goleniów (Gollnow) – Świnoujście (Swinemünde) und DK 6: → Goleniów – Koszalin (Köslin) – Słupsk (Stolp) – Danzig – Pruszcz Gdański (Praust))

- Powiat Stargardzki (Kreis Stargard in Pommern):
  - Sowno (Hinzendorf) (→ DW 141: Rożnowo Nowogardzkie (Rosenow) – Darż (Daarz))

- ~ Ina (Ihna) ~
  - Warchlino (Groß Wachlin)

- ~ Małka (Asch) ~
  - Łęczyca (Lenz) (→ DW 106 (ehemalige deutsche Reichsstraße 163): Rzewnowo (Revenow) – Nowogard (Naugard) – Maszewo (Massow) ↔ Stargard (Stargard in Pommern))

- X ehemalige Bahnstrecke Stargard – Dobra (Daber, Kreis Naugard), früher Saatziger Kleinbahnen X
  - Krzywnica (Uchtenhagen)
  - Krzywiec (Altstadt)
  - Bobrowniki (Beweringen)
  - Lisowo (Voßberg) (→ DK 20 (ehemalige deutsche Reichsstraße 158): Stargard – Chociwel (Freienwalde) – Drawsko Pomorskie (Dramburg) – Szczecinek (Neustettin) – Bytów (Bütow) – Gdynia (Gdingen))